# Polymera (Polymera) leucopeza
Polymera (Polymera) leucopeza is een tweevleugelige uit de familie steltmuggen (Limoniidae). De soort komt voor in het Neotropisch gebied.